# Chung Chung-hoon
Chung Chung-hoon (정정훈, * 15. Juni 1970 in Seoul) ist ein südkoreanischer Kameramann.

## Leben
Chung Chung-hoon wurde 1970 in der südkoreanischen Hauptstadt Seoul geboren. Im Jahr 1990 begann er sein Grundstudium an der Dongguk-Universität mit dem Hauptfach Theater, wechselte aber schließlich zur Kamera. Dort drehte er drei Kurzfilme und ebenso in seinem Abschlussjahr seinen ersten Spielfilm Yuri. Dieser basierte auf einem berühmten koreanischen Roman.
Gemeinsam mit dem südkoreanischen Regisseur Park Chan-wook drehte er Oldboy (2003) und Lady Vengeance (2005), mit Park Hoon-jung New World – Zwischen den Fronten (2013) und mit Lee Jun-ik Krieg der Königreiche – Battlefield Heroes (2011). Seine Arbeit für den 2013 veröffentlichten US-amerikanischen Psycho-Thriller Stoker, abermals von Park Chan-wook, ließ ihn zunehmen auch für US-amerikanische Filmprojekte tätig sein.
Nachdem Chung mit Alfonso Gomez-Rejon Ich und Earl und das Mädchen (2015) drehte, arbeitete er mit dem Regisseur auch für dessen Film Edison – Ein Leben voller Licht zusammen. Es folgten Arbeiten für Zombieland: Doppelt hält besser von Ruben Fleischer und Wo die Erde bebt von Wash Westmoreland. Danach arbeitete er mit Edgar Wright für Last Night in Soho zusammen. Chung-hoons Schaffen umfasst mehr als 40 Produktionen.
Im Jahr 2017 wurde Chung ein Mitglied der Academy of Motion Picture Arts and Sciences. Im Oktober 2023 wurde er ein Mitglied der American Society of Cinematographers.

## Filmografie
- 2000: Fear No Evil (찍히면 죽는다, Jjikhimyeon jukneunda)
- 2003: Oldboy (올드보이, Oldeuboi)
- 2004: Three… Extremes
- 2005: Antarctic Journal (남극일기, Namgeukilgi)
- 2005: Lady Vengeance (친절한 금자씨, Chinjeolhan geumjassi)
- 2006: I’m a Cyborg, But That’s OK (싸이보그지만 괜찮아, Saibogeujiman kwenchana)
- 2009: Durst (박쥐, Bak-Jwi)
- 2011: Krieg der Königreiche – Battlefield Heroes (평양성, Pyeongyang-seong)
- 2013: Stoker
- 2013: New World – Zwischen den Fronten (신세계, Sinsegye)
- 2014: Boulevard – Ein neuer Weg (Boulevard)
- 2015: Ich und Earl und das Mädchen (Me and Earl and the Dying Girl)
- 2016: Die Taschendiebin (아가씨, Agassi)
- 2017: Es (It)
- 2017: Edison – Ein Leben voller Licht (The Current War)
- 2018: Hotel Artemis
- 2019: Zombieland: Doppelt hält besser (Zombieland: Double Tap)
- 2019: Wo die Erde bebt (Earthquake Bird)
- 2021: Last Night in Soho
- 2022: Uncharted
- 2022: Obi-Wan Kenobi (Miniserie, 6 Episoden)
- 2023: Wonka
- 2024: The Greatest Hits

## Auszeichnungen
Chlotrudis Award
- 2017: Nominierung für das Beste visuelle Design (Die Taschendiebin)